# Ancien canton de Foix
Ne doit pas être confondu avec Canton de Foix.
Le canton de Foix est une ancienne division administrative française située dans le département de l'Ariège composé de Foix, sa préfecture, et de 24 communes de banlieue de rurale.
Ce canton a été supprimé par décret en décembre 1984 lors de sa division en deux cantons : Foix-Ville (la commune de Foix) et Foix-Rural (les 24 autres communes).

## Administration

### Conseillers généraux de 1833 à 1985
| Période         | Période      | Identité                      | Étiquette           | Qualité |
| --------------- | ------------ | ----------------------------- | ------------------- | --- |
| 1833            | 1842         | Bernard Terssac de Montbereau |                     | Propriétaire Maire de Vernajoul |
| 1842            | 1848         | Mathieu-Cyprien Darexy        |                     | Juge de paix à Foix Maire de Siguer |
| 1848            | 1852         | Antoine de Cassé              | Républicain modéré  | Militaire (démissionnaire), propriétaire Maire de Lavelanet, député (1848-1849)                                                                    |
| 1852            | 1867         | Dominique Espy                |                     | Maître de forges Maire de Foix (1830-1835) |
| 1867            | 1871         | Auguste Mercadier             |                     | Maire de Foix (1861-1870) |
| 1871            | 1904         | Louis Charles Laborde         | Gauche républicaine | Avocat Maire de Foix (1870-1871) président du Conseil général (1871-1877) Sénateur (1879-1880)                                                     |
| 1904            | 1934         | Georges Raynald               | RG                  | Avocat et journaliste Maire de Foix (1900-1919) sénateur (1912-1930)                                                                               |
| 1934            | 1940         | Georges Lafeu                 | SFIO                | Négociant Maire de Serres-sur-Arget |
|                 |              |                               |                     | |
| 1943            | 1945         | Léopold Lestrade (1893-1967)  |                     | Docteur en médecine Président du Conseil de l'Ordre des médecins de l'Ariège Adjoint au maire de Foix Nommé conseiller départemental en 1943       |
|                 |              |                               |                     | |
| 1945            | 1965 (décès) | Pierre Faur (1886-1965)       | SFIO                | Instituteur, puis professeur de cours complémentaires Maire de Foix (1945-1947) Président du Conseil Général (1949-1965)                           |
| 27 février 1966 | 1985         | Olivier Carol                 | SFIO-PS             | Instituteur Maire de Foix (1965-1985), député suppléant de Gilbert Faure (1967-1978), conseiller régional Elu en 1985 dans le Canton de Foix-Ville |

### Conseillers d'arrondissement (de 1833 à 1940)
Le canton de Foix avait deux conseillers d'arrondissement.
| Période                                  | Période | Identité                           | Étiquette         | Qualité |
| ---------------------------------------- | ------- | ---------------------------------- | ----------------- | --- |
| 1833                                     | 1848    | M. Domenc                          |                   | Propriétaire à Foix                                                                                         |
| 1833                                     | 1839    | Antoine Volusien Séré (1781-1852)  |                   | Propriétaire à Foix                                                                                         |
| 1839                                     | 1848    | M. Dufrêne                         |                   | Avocat à Foix                                                                                               |
|                                          |         |                                    |                   | |
| av.1855                                  |         | François Antoine Astrié            |                   | Maitre de forges, maire de Celles                                                                           |
| 1866                                     |         | Laurent Becq                       | Candidat officiel | Négociant à Foix, maire de Saint-Pierre-de-Rivière                                                          |
|                                          |         |                                    |                   | |
| 1883                                     | 1904    | Albert Vergnies                    |                   | Président du Conseil d'arrondissement, propriétaire, maire de Cos                                           |
| 1889                                     | 1904    | Jean Soulères                      | Républicain       | Maire de Baulou                                                                                             |
| 1904                                     | 1922    | Aubert Becq                        | Radical           | Maire de Saint-Pierre-de-Rivière, Président du Conseil d'arrondissement                                     |
| 1922                                     | 1925    | Adolphe Soulié                     | Conc.rép.         | Vétérinaire à Foix                                                                                          |
| 1919                                     | 1931    | Franck Berranger                   | Radical           | Avocat à la Cour de Toulouse, maire de Saint-Paul-de-Jarrat                                                 |
| 1925                                     | 1940    | Jean-Laurent Guillemot (1883-1973) | SFIO              | Agent d'assurances, Président du Conseil d'arrondissement                                                   |
| 1931                                     | 1940    | Auguste Daraux                     | SFIO              | Maire de Saint-Paul-de-Jarrat                                                                               |
| 1940                                     |         |                                    |                   | Les conseils d'arrondissement ont été suspendus par la loi du 12 octobre 1940 et n'ont jamais été réactivés |
| Les données manquantes sont à compléter. |         |                                    |                   | |

## Composition
| Commune                 | Population (1800) | Population (1901) | Population (1982) | Code postal | Code INSEE |
| ----------------------- | ----------------- | ----------------- | ----------------- | ----------- | ---------- |
| Arabaux                 | 159               | 120               | 55                | 09000       | 09013      |
| Baulou                  | 199               | 458               | 114               | 09000       | 09044      |
| Bénac                   | 206               | 252               | 118               | 09000       | 09049      |
| Le Bosc                 | 1476              | 977               | 94                | 09000       | 09063      |
| Brassac                 | 1071              | 1151              | 530               | 09000       | 09066      |
| Burret                  | -                 | 418               | 31                | 09000       | 09068      |
| Celles                  | 450               | 346               | 135               | 09000       | 09093      |
| Cos                     | 137               | 234               | 215               | 09000       | 09099      |
| Ferrières-sur-Ariège    | 176               | 226               | 574               | 09000       | 09121      |
| Foix                    | 3509              | 7065              | 9282              | 09000       | 09122      |
| Freychenet              | 924               | 600               | 76                | 09300       | 09126      |
| Ganac                   | 1035              | 992               | 496               | 09000       | 09130      |
| L'Herm                  | 497               | 401               | 137               | 09000       | 09138      |
| Loubières               | 108               | 139               | 158               | 09000       | 09174      |
| Montgaillard            | 673               | 753               | 1378              | 09330       | 09207      |
| Montoulieu              | 529               | 721               | 220               | 09000       | 09210      |
| Pradières               | 242               | 164               | 102               | 09000       | 09234      |
| Prayols                 | 303               | 349               | 186               | 09000       | 09236      |
| Saint-Jean-de-Verges    | 146               | 495               | 635               | 09000       | 09264      |
| Saint-Martin-de-Caralp  | 371               | 518               | 212               | 09000       | 09269      |
| Saint-Paul-de-Jarrat    | 1033              | 1094              | 1100              | 09000       | 09272      |
| Saint-Pierre-de-Rivière | 366               | 412               | 418               | 09000       | 09273      |
| Serres-sur-Arget        | 1111              | 1525              | 385               | 09000       | 09293      |
| Soula                   | 547               | 372               | 100               | 09000       | 09300      |
| Vernajoul               | 397               | 448               | 546               | 09000       | 09329      |
| Total                   | 15665             | 20230             | 17297             |             |            |